# Glenn Lauritz Andersson
Glenn Larry Andersson, född 2 november 1965 i Helsingborg, är en svensk konstnär[källa behövs] och författare.

## Konstnärskap
Läsåret 1986-87 gick Andersson estetlinjen på Sundsgårdens folkhögskola utanför Helsingborg och därefter inledde han sin verksamhet som fri konstnär, med oljemåleri i realistisk och naturalistisk stil. Samtidigt under dessa tidiga år på 1990-talet arbetade han också extra som musikkritiker för Helsingborgs Dagblad. Andersson har studerat konstvetenskap vid Lunds universitet. Sedan 2016 har han bland annat ställt ut på Galleri Nordic Art i Stockholm och medverkat på samlingsutställningar i konstföreningen Öppna Sinnens regi i Malmö samt på Nordens Institut på Åland (NIPÅ), Mariehamn.
Flera av hans målningar finns upplagda på "Glenn Lauritz Andersson - Art Page" på Facebook. 

## Författarskap
År 2002 utkom boken Mordet på Dagmar Kofoed och andra kriminalfall från nordvästra Skåne på egna förlaget Cursiva. Den tar upp mordfall från 1900-talets början i Helsingborg med omnejd.   
År 2008 utkom han med boken Jack Uppskäraren på Historiska media förlag. Boken om Jack Uppskäraren utkom 2009 i pocket för Pocketförlaget och 2012 som e-bok för Historiska Media.  
Som ett resultat av ny research i släktforsknings- och arkivmaterial fick berättelsen om den mördade danskan Dagmar Kofoed en egen och mer fullödig genomgång i den kriminalhistoriska biografiska skildringen "Mordet på Dagmar Kofoed", utgiven på Cursiva år 2021, där nya fakta och rön angående fallet och Dagmars livshistoria presenterades i populärhistorisk form med vissa skönlitterära inslag.  